# Presladolski potok
Presladolski potok je potok, ki izvira v okolici vasi Presladol in se zahodno od Brestanice kot levi pritok izliva v reko Savo.